# Sylvain Guillaume
Pour les articles homonymes, voir Guillaume.
Sylvain Guillaume, né le 6 juillet 1968 à Champagnole (Jura), est un spécialiste français du combiné nordique, ancien membre de l'équipe de France.

## Biographie
Il est entraîné à ses débuts par Georges Bordat. Aux Jeux olympiques d'hiver de 1992 à Albertville, il termine second derrière son compatriote Fabrice Guy au prix d'une belle remontée dans la course de ski de fond de l'épreuve de combiné nordique. Six ans plus tard, il obtient une médaille de bronze dans l'épreuve par équipes aux Jeux de Nagano.
En 2020, il devient le président de Jura Ski Events, une association chargée de l'organisation de compétitions de ski nordique dans le Jura.
Sylvain Guillaume est douanier.

## Résultats

### Jeux olympiques
| Épreuve / Édition | Albertville 1992 | Lillehammer 1994 | Nagano 1998 |
| Individuel        | Argent           | 9e               | 9e          |
| Par équipes       | 4e               | 6e               | Bronze      |

### Championnats du monde
| Épreuve / Édition | Épreuve / Édition | Thunder Bay 1995 | Ramsau 1999 | Lahti 2001 |
| Individuel        | Gundersen         | Bronze           | 9e          | 39e        |
| Individuel        | Sprint            |                  | 28e         | 31e        |
| Par équipes       | Par équipes       |                  | 4e          | 9e         |

### Coupe du monde
- Meilleur classement général : 6e en 1996 et 1998.
- 5 podiums individuels : 1 victoire ( Liberec, 20 janvier 1996), 3 deuxièmes places ( Seefeld 1996,  Schonach et  Oslo 1998) et 1 troisième place ( Oslo 1992).

### Coupe du monde B
- 5 podiums individuels : 1 victoire ( Chaux-Neuve, 14 mars 1993), 4 deuxièmes places ( Hinterzarten 1993,  Schwarzach 1995,  Val di Fiemme 2001, Liberec 2001).
- 1 podium par équipes : deuxième place ( Klingenthal, 21 janvier 2001, avec Rémy Trachsel et Nicolas Bal)